# Jean-François Vonck
Jean-François (Jan Frans in fiammingo) Vonck (Baardegem, 29 novembre 1743 – Lilla, 1º dicembre 1792) (a volte Vonk), fu uno dei principali animatori della Rivoluzione del Brabante.

## Esordi

### Origini ed educazione
Nato nel villaggio di Lombeck-Sainte-Marie (oggi Baardegem, parte del comune di Aalst), poco a nord di Bruxelles da una famiglia contadina, studiò in un collegio di Gesuiti e si diplomò con distinzione in filosofia e diritto all'università di Lovanio.

### Avvocato al Consiglio del Brabante
Pur originario della Contea delle Fiandre, poté essere ammesso quale avvocato presso il Consiglio del Brabante, che teneva le sue sedute in Bruxelles. Ai termini della Joyeuse Entrée (l'antica costituzione del Ducato del Brabante), tale organo fungeva da alta corte di giustizia, ma, al contempo, da decisore politico, in quanto nessun atto del sovrano concernente il Brabante ed il Limburgo era valido senza la sua approvazione, attestata dal 'Gran Sigillo', che poteva essere apposto unicamente dal 'Cancelliere del Brabante'.

### Le riforme di Giuseppe II
Qui Vonk seppe affermarsi come abile avvocato. In tempo per assistere, da protagonista, agli eventi che seguirono gli editti emessi dall'Imperatore Giuseppe II (due del 1º gennaio ed un terzo del 12 marzo 1787) che riformavano integralmente l'assetto istituzionale dei Paesi Bassi austriaci, con l'introduzione di un 'governo generale' e di un'unica organizzazione della giustizia.
Le nuove istituzioni vuotavano, però, di significato il 'Consiglio del Brabante', gli 'Stati Provinciali' e tutte le simili assemblee di notabili (per lo più a trasmissione ereditaria, o per carica, mai elettiva) alle quali si era aggrappato il sentimento 'nazionale' dei Paesi Bassi cattolici, per tutti i lunghi secoli di dominio 'straniero'. La reazione di queste assemblee fu, quindi, assai decisa. A cominciare dal Consiglio del Brabante, che divenne il fulcro della resistenza aristocratica.

## La crisi politica

### Esponente di spicco dell'opposizione
Mentre le assemblee sostennero la stretta osservanza alla Joyeuse Entrée, la posizione del Vonk divergeva nel senso che egli condivideva l'orientamento riformatore dell'Imperatore, ma ne avversava l’autoritarismo, ovvero la scelta di agire d'imperio e senza alcun riguardo ai 'diritti' ed ai 'privilegi' sanciti dalla antica costituzione. Facendo perno su questa seconda impostazione all'inizio del 1789 fondò, con gli avvocati Verlooy e t'Kint, una società segreta denominata pro aris et focis (per la religione e la patria), che lo affermarono fra i capipolo dell'opposizione. Un ruolo consacrato dalla pubblicazione di uno dei primi pamphlet ostili all'Imperatore (uscito in fiammingo) le Considerazioni imparziali sulla posizione attuale del Brabante.

### Lo scioglimento del Consiglio e degli Stati del Brabante
Nel frattempo, la crisi politica si incancrenì, a partire dal rifiuto del Consiglio e degli 'Stati del Brabante' di sanzionare gli editti, che provocarono una rivolta a Bruxelles, il 14 maggio 1787. Giuseppe II venne sorpreso dalla notizia della dichiarazione di guerra, il 10 agosto, del sultano Abdul Hamid I a Caterina la Grande, alleata di Vienna e, il 21 settembre Giuseppe II, accettò di ritirare alcuni editti. Rimase, però, fermo sull'attuazione di alcuni provvedimenti minori in materia di organizzazione dei seminari. Ciò che lasciava alle aristocrazie dei Paesi Bassi cattolici un'eccellente scusa per riprendere la sfida al loro signore. Così regolarmente accadde, con l'ulteriore rifiuto del Consiglio del Brabante a registrare l'editto sui seminari e quello degli 'Stati del Brabante' e dell'Hainaut ad autorizzare il regolare prelievo delle imposte (profittando dell'ingresso, il 9 febbraio 1788, dell'Imperatore nel conflitto con il Turco). Ciò che portò, il 18 giugno 1789 allo scioglimento degli Stati del Brabante e dell'Hainaut e del Consiglio del Brabante, nonché ad un inasprimento della repressione militar-poliziesca da parte del comandante militare generale d'Alton.

## Breve esilio a Liegi e nelle Province Unite

### L'opposizione aristocratica
La repressione colpì, fra i primi Hendrik van der Noot, un avvocato collega del Vonck al Consiglio del Brabante, anch'egli autore di un incendiario pamphlet, costretto a riparare nelle confinanti Province Unite. Qui, bene accolto dall’entourage della Principessa d'Orange, in odio agli Asburgo d'Austria, il van der Noot si diede un gran daffare per garantire il sostegno delle potenze della Triplice Alleanza ad una futuribile insurrezione dei Paesi Bassi austriaci. E, soprattutto, si conquistò un posto di riguardo nel 'Comitato di Breda', sorta di governo in esilio istituito nella'omonima città dagli oppositori dello scioglimento degli Stati del Brabante, fra i quali spiccava, significativamente, il canonico e grande-penitenziere di Anversa Van Eupen, che si era distinto nella resistenza 'ecclesiastica' ai provvedimenti imperiali.
L'azione del van der Noot, tuttavia, non produsse conseguenze. Egli venne si ricevuto a Londra da Pitt, all'Aia dall'ambasciatore inglese Harris e dal Gran Pensionario van de Spiegel, a Berlino dall'Hertzberg. Ma nessuna delle tre potenze avrebbe iniziato una guerra europea per la tutela dei privilegi medievali degli aristocratici belgi. Cosicché la presa del van der Noot sugli espatriati si ridusse.

### A capo dell'opposizione democratica
Soprattutto, le sue promesse vaste ma lontane, non potevano soddisfare l'ansia dei molti giovani, che avevano preso la via dell'esilio perché vogliosi di menare al più presto le mani. Giocando su questo scarto, il Vonck (espatriato, a sua volta, all'inizio del 1788) ebbe la capacità di conquistare un ruolo di primo piano per sé ed il proprio comitato, insediato nella città di Hasselt, parte di quel Principato il cui Principe vescovo era stato appena scacciato dalla locale rivoluzione. Le nuove autorità ribelli consentirono al Vonck di raccogliere un considerevole numero di espatriati che egli cominciò, per primo, ad organizzare in banda. Sin dai tempi della pro aris et focis, infatti, egli aveva sostenuto la necessità del popolo belga di fare da sé: formare un'armata patriottica con la quale entrare nei Paesi Bassi austriaci e indurre la popolazione all'insurrezione. 

Accanto a questi suoi meriti, gli va riconosciuta la capacità di riconoscere il giusto capo: un ex-colonnello austriaco, tal Van der Mersch, con sufficiente esperienza militare per affidargli la temeraria incursione.

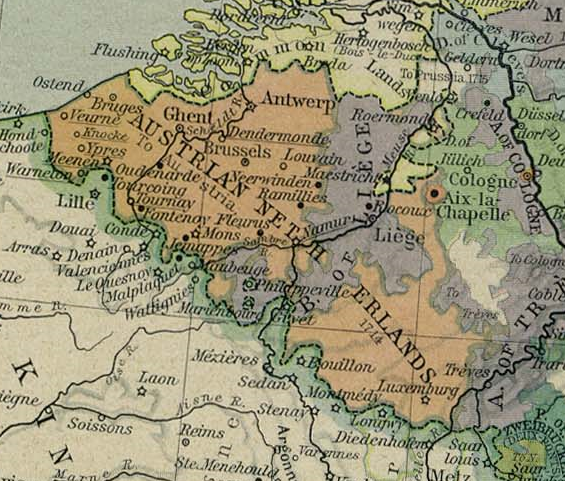
I Paesi Bassi austriaci alla vigilia della Rivoluzione del Brabante

### L'organizzazione di bande di volontari
Alla fine dell'estate del 1789, le truppe Imperiali effettuarono un raid verso il territorio di Hasselt, probabilmente per reazione a precedenti incursioni dei volontari colà raccolti. Ciò che spinse questi ultimi a spostarsi, per prudenza, nelle accoglienti Province Unite.
Più o meno nello stesso periodo, alla fine di settembre, i piani del Vonck vennero condivisi e fatti propri anche dal Comitato di Breda, che fornì l'appoggio politico necessario perché l'organizzazione della banda venisse tollerata dalle autorità olandesi. Ma, per converso, sottrasse al Vonck il merito dell'operazione. Un fatto gravido di conseguenze.

### L'invasione dei Paesi Bassi austriaci
L'avventura della banda ideata dal Vonck e guidata dal Van der Mersch ebbe inizio il 24 ottobre 1789, con la pubblicazione di un 'manifesto del popolo del Brabante' che dichiarava Giuseppe II decaduto dalle sue pretese su quel Ducato, e con il passaggio dei circa 1 500 volontari. poco oltre il confine, sino al borgo di Turnhout. Qui essi vennero avventatamente assaliti da una colonna imperiale, che venne costretto al combattimento casa per casa e rotta alla fuga.
Poche settimane più tardi, fu sempre il Vonck ad incoraggiare l'invio di una seconda colonna di volontari dalla Zelanda verso Gand. Qui giunti dopo una fortunosa marcia il 13 novembre, essi ne provocarono la vittoriosa insurrezione.
Da un punto di vista militare, l'azzardo era favorito dalla circostanza che il d'Alton, non attendendosi alcuna minaccia militare, aveva disseminato le sue truppe per il Paese. Ciò che, successivamente, impedì loro di resistere alle insurrezioni cittadine di Gand e Bruxelles, che seguirono lo scontro di Turnhout, costringendoli a ripiegare addirittura su Lussemburgo.

### Non pieno riconoscimento dei meriti rivoluzionari
Il successo del strategia del Vonck non poteva essere più pieno. Tuttavia, bisogna ammetterlo, esso era avvenuto sotto l'egida e con l'appoggio del Comitato di Breda. Il quale, per giunta, godeva di un minimo prestigio istituzionale, essendosi autoproclamato Stati del Brabante, al posto di quelli già aboliti d'imperio da Giuseppe II il 18 giugno precedente.

## Il Belgio liberato dagli Austriaci

### Predominio del partito aristocratico
Appena la capitale del Brabante venne evacuata dal d'Alton, la cittadinanza accolse in tripudio il van der Noot. Questi gestì il proprio predominio politico insieme agli aristocrati del 'Comitato di Breda', a cominciare dal Van Eupen. Essi sostenevano la rigida osservanza dei privilegi sanciti dalla Joyeuse Entrée (e carte similari per le altre province), a favore del primo e del secondo stato e delle aristocrazie mercantili di Bruxelles, Anversa e Lovanio. A tutto svantaggio della gran parte del terzo stato e delle città di provincia, che non godevano di tali, antichi, privilegi.
van der Noot e Van Eupen consolidarono ulteriormente la loro presa, allorché ottennero che l'unione fra le province ribelli all'Imperatore (denominata Province Unite del Belgio) venisse retta da una sorta di assemblea nazionale (denominata Congresso Sovrano degli Stati del Belgio' dominata dalle aristocrazie: ne facevano, infatti, parte dei delegati scelti dai singoli Stati. Cosicché il partito aristocratico veniva definito partito degli Stati.

### A capo del partito democratico
Vonck poté divenire membro del Congresso Sovrano (che si riunì la prima volta il 7 gennaio 1790), ma si trovava in netta minoranza e venne presto estromesso da ogni ruolo ed influenza sulle decisioni politiche.
Ne maturò una crescente ostilità nei confronti dei suoi antichi sodali. Peraltro sostenuta da una fiera opposizione ideologica: Vonck si andava profilando quale il campione del partito democratico, fautore di uno stato nazionale e rappresentativo. D'altra parte, già nelle menzionate Considerazioni imparziali … del 1790, egli si era espresso in favore di un'apertura del potere degli 'Stati' ai principali esclusi: il basso clero, la piccola nobiltà, il terzo delle città minori e delle campagne. Con delle proposte così evidentemente fondate, seppe attirare a sé le simpatie di alcuni notevoli aristocratici e capi rivoluzionari, fra cui il duca d'Ursel, il principe Augusto di Aremberg, il conte La Marck ed ancora il vincitore di Turnhout, generale Vander Mersch. Ma ne era capo riconosciuto, tanto che i sostenitori del partito democratico vennero efficacemente definiti "vonkisti".

### I termini medievali del dibattito
I termini del dibattito di questi mesi, tuttavia, non erano quelli nostri contemporanei, avendo a riferirsi ad complesso sistema di libertà (privilegi, prerogative, costumi, esenzioni, diritti, concessioni, comuni e particolari, incarichi, uffici ereditari, benefici ecclesiastici), delle quali la Joyeuse Entrée era solo la più famosa. Dunque il partito aristocratico sosteneva il principio che gli Stati fossero una cosa sola con le libertà in difesa delle quali si erano scacciati gli Austriaci. Al contrario il partito democratico sottolineava come i privilegi degli Stati fossero stati progettati per controbilanciare il potere del sovrano, ma, essendo quest'ultimo decaduto, con lui era caduta anche l'antica costituzione. Ne derivava che il popolo era rientrato nella sua indipendenza primitiva ed in pieno diritto ad adottare l'organizzazione politica che più gli aggradasse.

## Sconfitta del partito vonkista

### L'indirizzo del 15 marzo
Proprio questi furono i termini di un indirizzo, approvato dai membri più influenti del partito democratico il 15 marzo 1790. Esso fu il momento culminante della rivalità che già aveva molto nociuto alla riorganizzazione del provvisorio stato indipendente.

### L'accusa di ostilità alla religione
La reazione del van der Noot e del Van Eupen fu estrema, in quanto essi vollero  cancellare il partito democratico dalla scena politica. Per far questo essi denunciarono i 'vonkisti' quali prossimi ai rivoluzionari francesi, ed al loro anticlericalismo. Si trattava di una denuncia assai insidiosa, a causa dei paralleli eventi di Francia, ove la Grande Rivoluzione andava imponendo una serie di provvedimenti che colpirono duramente la Chiesa di Francia: oltre alla soppressione delle decime, la notte del 4 agosto 1789 la Assemblea Nazionale Costituente, decise il 2 novembre la nazionalizzazione dei beni ecclesiastici (a fronte dell'onere per lo Stato di pagare ai parroci un traitement); il 13 febbraio 1790 la proibizione per l'avvenire dei voti religiosi e la soppressione di tutti gli ordini e le congregazioni (esclusi quelli che esercitavano attività ospedaliera e scolastica); e non fu che l'inizio.

### Vonck al centro dell'attacco della Chiesa
In tale contesto, il 'partito aristocratico' ebbe il pieno appoggio della Chiesa: molti curati fecero sottoscrivere ai parrocchiani una dichiarazione che condannava: come traditori della patria e perturbatori dell'ordine pubblico … quelli che vogliono introdurre dei cambiamenti o delle novità o nella religione, o nella costituzione, ovvero i Vonckisti. La facoltà teologica di Lovanio condannò il sistema democratico come una novità pericolosa, tendente alla rovina della religione e dello Stato; Il vescovo di Malines cardinale von Frankenberg condannò: come nemici della religione e dello stato, tutti coloro che, con ragionamenti tanto frivoli quanto sottili, fanno propria la filosofia del secolo.
Per il Vonck, l'attacco era tanto più pericoloso, in quanto i Paesi Bassi meridionali, sin dalla riconquista operata da Alessandro Farnese, fra il 1577 ed il 1586, avevano consolidato la propria identità in quanto province cattoliche, contrapposte alle Province Unite calviniste. Per giunta, le istituzioni ecclesiastiche erano state in prima fila nella rivoluzione anti-imperiale.
Tuttavia, anche ai contemporanei più avveduti, apparve del tutto chiaro come il reale motivo dello scontro fra il van der Noot ed i vonkisti nascesse, in realtà, dalla volontà delle aristocrazie che avevano seggio agli Stati di tenere stretti i propri privilegi, opponendosi al tentativo del Vonck di rendere la rivoluzione democratica. E che, quindi, il supposto attacco alla religione, costituì, per il van der Noot, un mero espediente per rendere popolare uno scontro paradigmaticamente anti-popolare.

### L'annientamento del partito democratico
L'annientamento dei vonkisti passò attraverso una giornata di tumulti e saccheggi a Bruxelles, ai danni delle case dei più notevoli esponenti del partito, seguita dall'arresto del Vander Mersch e dall'epurazione degli ufficiali a lui fedeli, tutti di guarnigione a Namur. La sua caduta segnò quella dell'intero suo partito.

## Esilio in Francia e morte
Vonk, che era sfuggito per poco all'arresto a Namur, trovò rifugio in Francia: anzitutto a Parigi, ove venne bene accolto dai deputati della sinistra giacobina. Dopodiché si portò a Lilla nel marzo 1791. In esilio a Lilla, non poté, quindi, offrire alcun contributo, allorché, pochi mesi dopo, gli Imperiali (che avevano nel frattempo concluso la guerra con il Turco) si erano reimpossessati di Bruxelles mettendo fine alla fragile rivoluzione.
Diede, però, il proprio patrocinio all'organizzazione di una legione di espatriati belgi, da schierare a fianco delle armate francesi: la 'liberazione' del Belgio ebbe luogo nel novembre 1792, dopo la battaglia di Jemappes. Vonk morì, scapolo, il mese successivo.
Nel corso dell'esilio aveva pubblicato (prima in fiammingo, poi in francese) una memoria auto-apologetica. Esso non ebbe gran successo (era rara già nel 1827): probabilmente un sintomo del discredito in cui la lunga occupazione francese aveva, nel frattempo, gettato l'onore di quei patrioti belgi che avevano creduto di fidarsi della vicina potenza imperiale.